# William A. Harris
William A. Harris (Luray, 1841. október 29. – Chicago, 1909. december 20.) az Amerikai Egyesült Államok szenátora (Kansas, 1897–1903).